# Ryō Iida
Ryō Iida (jap. 飯田綾 Iida Ryō; ur. 5 marca 1982 r. w prefekturze Akita) – japoński wioślarz.

## Osiągnięcia
- Mistrzostwa Świata Poznań 2009 – ósemka wagi lekkiej – 4. miejsce[1].